# Kitsakorn Kanogtorn
Kitsakorn Kanogtorn (tiếng Thái: กฤษกร กนกธร, phát âm [ka rɯ sɔːn ka-nok̚ tʰɔːn]); biệt danh là Tongtong (tiếng Thái: ตงตง); sinh ngày 27 tháng 9 năm 1995 là một diễn viên người Thái Lan trực thuộc nhà đài ONEHD31. Anh được biết đến với các vai diễn trong "Bang Rak Soi 9/1" (2016), Wanthong (2021), Mộng Hồ Điệp (2022).

## Tiểu sử
Kitsakorn sinh ra tại Maha Sarakham, Thái Lan trong một gia đình người Thái gốc Trung và tất cả đều là bác sĩ. Với niềm đam mê nghệ thuật diễn xuất anh đã tâm sự với mẹ về việc chọn con đường theo nghệ thuật. Sau khi tốt nghiệp Đại học Bangkok, anh đã đăng ký cuộc thi The Star lần thứ 12 vào năm 2015 và dừng lại ở Top 8. Sau đó chính thức trở thành nghệ sĩ độc quyền của ONEHD31.

## Chương trình tham gia

### Phim truyền hình
| Năm  | Tên Phim                                   | Vai                         | Đài     | Ghi chú   | Nguồn |
| ---- | ------------------------------------------ | --------------------------- | ------- | --------- | ----- |
| 2016 | Bang Rak Soi 9/1                           | Jatjang                     | ONEHD31 | Vai chính |       |
| 2018 | Bang Rak Soi 9/1 Season 2                  | Jatjang                     | ONEHD31 | Vai chính |       |
| 2018 | Muang Maya Live The Series: Sai Luerd Maya | Athiwat Peungnaijit / Earth | ONEHD31 | Vai chính |       |
| 2018 | Sai Rak Sai Sawat                          | Pubadee                     | ONEHD31 | Vai chính |       |
| 2019 | Rising Girl                                | Anawin                      | ONEHD31 | Vai chính |       |
| 2019 | Si Thep Poo Pitak                          | Pi                          | ONEHD31 | Vai chính |       |
| 2020 | Soot Rak Sap E-Lee                         | Kirin                       | ONEHD31 | Vai chính |       |
| 2021 | Wanthong                                   | Phlaingam / Prawai          | ONEHD31 | Vai phụ   |       |
| 2022 | My Dear Rescuer                            | Petch                       | ONEHD31 | Vai chính |       |
| 2022 | Mộng Hồ Điệp                               | Yang                        | ONEHD31 | Vai phụ   | [ 2 ] |
| 2022 | My Sassy Princess: Snow White              | Phlu                        | ONEHD31 | Vai chính |       |
| 2024 | Khu Phra Khu Nang                          | Din                         | ONEHD31 | Vai chính |       |

### Xuất hiện trong video ca nhạc
| Năm  | Bài hát        | Nghệ sĩ           | Diễn viên                              | Tham khảo |
| ---- | -------------- | ----------------- | -------------------------------------- | --------- |
| 2020 | ความรักจะพาฉันมา | Pangkwan (แพงขวัญ) | cùng với Thitipoom Techaapaikhun (New) | [ 3 ]     |

## Danh sách đĩa nhạc
| Năm  | Bài hát                | Nghệ sĩ hợp tác                                                                                               | Hãng đĩa               | Ghi chú                    | Tham khảo |
| ---- | ---------------------- | --- | ---------------------- | -------------------------- | --------- |
| 2017 | จิ้นใจเต้น (Jin Jai Dten) | Chanon Santinatornkul (Nonkul), Patchatorn Thanawat (Ployphach), Phiyada Akkraseranee (Aom), Saksit Tangthong | GMM Grammy             | Nhạc phim Bang Rak Soi 9/1 | [ 4 ]     |
| 2022 | วิตามินของหัวใจ           | | SPICYDISC              |                            | [ 5 ]     |
| 2022 | You...My Best          | | Kamsing Family Channel |                            | [ 6 ]     |

## Giải thưởng và đề cử
| Năm  | Giải thưởng                    | Hạng mục                                     | Tác phẩm                      | Kết quả   | Nguồn              |
| ---- | ------------------------------ | -------------------------------------------- | ----------------------------- | --------- | ------------------ |
| 2022 | Maya Entertain Awards 2022     | Nam diễn viên phụ xuất sắc nhất              | Phlaingam / Prawai (Wanthong) | Đoạt giải | [ 7 ]              |
| 2024 | Giải thưởng Ngôi Sao Xanh 2024 | Nam diễn viên nước ngoài được yêu thích nhất | Kritsakorn Kanokthorn         | Đoạt giải | [ 8 ] [ 9 ] [ 10 ] |